# 重唇石斛
重唇石斛（学名：Dendrobium hercoglossum），为兰科石斛属下的一个植物种。